# Bertold II de Zähringen
Bertold II de Zähringen (vers 1050-12 abril 1111) va ser comte de Zähringen des de 1078 a vers el 1000, duc pretendent de Caríntia des 1092 a 1098, i duc de Zähringen vers el 1000 a 10011 o 1012. És conegut com «el duc sense ducat».

## Biografia

### Antecedents
Bertold era fill de Bertold I de Caríntia, que va donar suport a Rodolf de Suàbia en la lluita de les Investidures contra el rei Enric IV i fou deposat del ducat de Caríntia i la marca de Verona a la Dieta d'Ulm el 1077, retirant-se a les seves possessions de Suàbia on va fer front als atacs imperials podent mantenir els dominis i va morir el 6 de novembre de 1078. Bertold II el va succeir en part de les terres mentre la Brisgovia romania en mans del seu germà Herman. Herman, que es considerava hereu de la marca de Verona, va prendre el títol de marcgravi de Baden, i Bertold que es considerava hereu del ducat de Caríntia deia duc de Zähringen, un petit feu que de fet no justificava el títol. El 1079, Bertold es va casar amb Agnès de Reinfelden, filla de Rodolf de Suàbia i d'Adelaida de Savoia.

### Carrera com a «duc sense ducat»
Malgrat que va guanyar la batalla de Hohenmölsen, Rodolf de Suàbia va morir el 1080 de les ferides. Bertold II va prendre partit del duc pretendent Bertold de Suàbia, fill de Rodolf i oposat a Frederic de Staufen o de Buren que tenia el suport reial, el del bisbe de Basilea i el d'Estrasburg. No obstant això, quan la regió es va calmar, el 1087 Bertold apareix en qualitat de testimoni en una permuta de terres en què participava el bisbe de Basilea.
Les tensions van tornar a augmentar el 1090, quan Bertold de Rheinfelden va morir. Bertold II va intentar fer valer les seves pretensions a l'herència Rheinfelden a Borgonya, però aquesta va passar Otó de Rheinfelden, el gendre del defunt. Llavors va reclamar el ducat de Suàbia. Amb el suport dels güelfs i del papa, va ser elegit duc en oposició al duc Frederic el 1092 i al mateix any, va ser elegit com duc de Caríntia i marcgravi de Verona (com el seu pare) contra el duc de Caríntia Enric d'Eppenstein. Bertold, així com el seu pare, mai va tenir en aquests territoris cap poder efectiu.
Des dels anys 1090, Bertold va estendre el seu poder cap al Breisgau i el territori de Zähringen es va separar del control del duc de Suàbia. El 1091, fa construir el castell de Zähringen per a protegir-se contra la ciutat veïna de Friburg de Brisgòvia. El 1093, Bertold i Welf IV van signar un jurament de pau a Ulm. Al principi només era vàlid a Suàbia, però es va estendre aviat a Baviera i va enfortir l'oposició a l'emperador al sud d'Alemanya. Al voltant de 1098, Bertold i Frederic van arribar a un acord pel qual es va mantenir Frederic com a duc de Suàbia, però a Bertold se li va donar el Reichsvogtei (protectorat imperial) o bé els béns imperials (depenent de la font) de Zurich i va poder mantenir el títol ducal. Mitjançant aquest acord, la relació entre la nissaga dels Zähringen i Enric IV va millorar. El 1105, Bertold era l'aliat més proper d'Enric V, que es va rebel·lar contra el seu pare Enric IV.

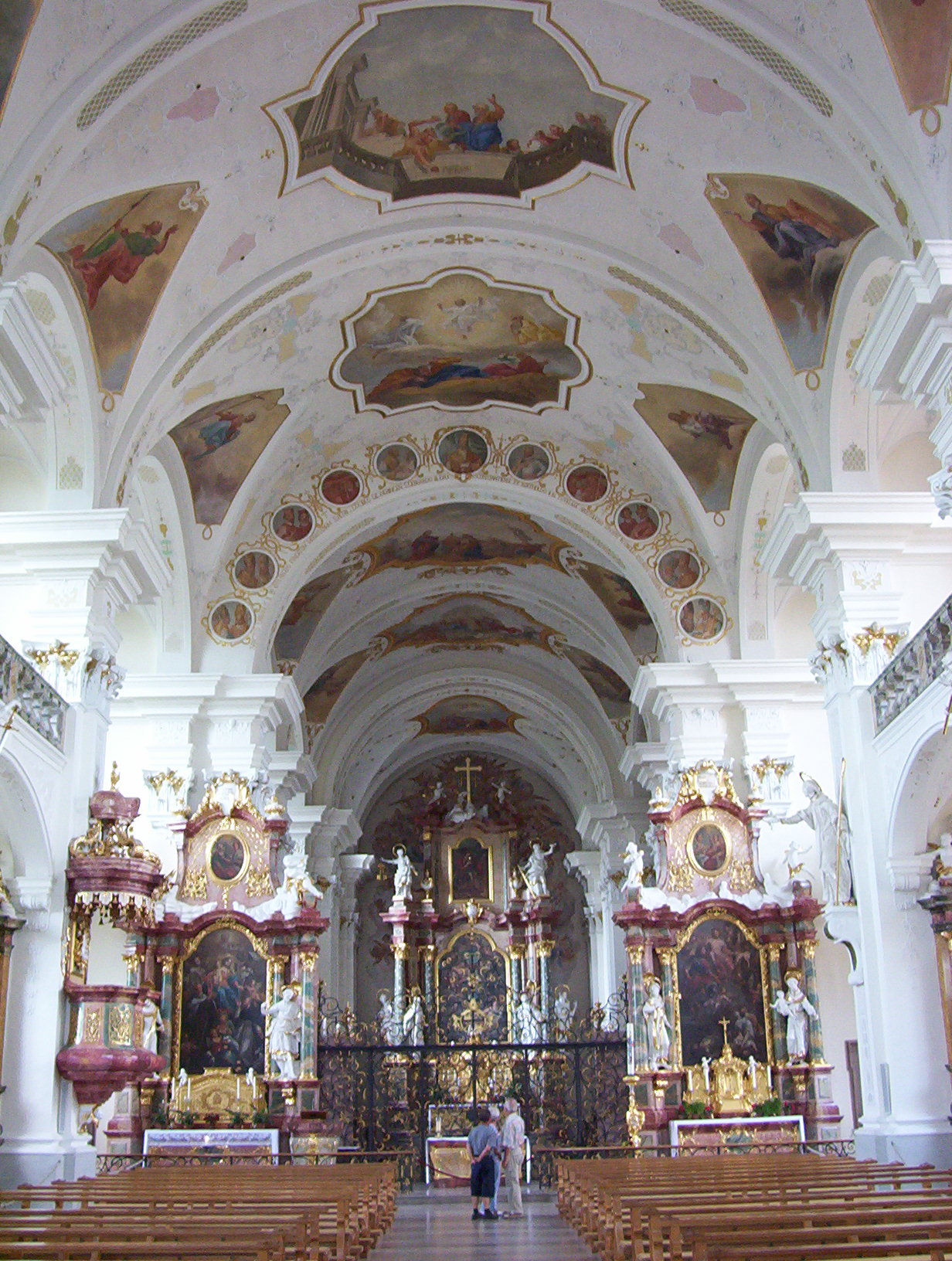
Església de Sant Pere a la Selva Negra del

Bertold va ser el primer dels Zähringen a rebre el títol de duc devers 1100. Per a consolidar el seu govern va fundar monestirs i altres assentaments a llocs estratègics de la Selva Negra. El seu territori era petit i tenia poques possibilitats d'expansió. El seu títol ducal va ser descrit per Otó de Freising com un dels primers «títols buits» a l'Alemanya medieval. El 1093, va fundar l'abadia de Sant Pere a la Selva Negra, a l'església d'aleshores ençà els membres de la nissaga dels Zähringen van ser sebollits. Els monestirs que va fundar van ser reformats i en general hostils a l'emperador. Amb el desplaçament dels comtes de Hohenburg de la regió de la Selva Negra, Bertold la va convertir amb èxit en el seu centre de poder.
Va morir el 2 d'abril de 1111 a l'abadia de Sant Pere. El va succeir com a duc el seu fill gran, Bertold III. El seu segon fill Conrad va succeir a Bertold III després d'onze anys.

## Descendència
Amb Agnès de Rheinfelden va tenir nou fills, dels quals tres van morir joves.
- Bertold III el successor
- Conrad I de Zähringen, successor del seu germà
- Liutgarda, casada amb Godofreu comte de Calw
- Agnès, casada amb Guillem II comte de Borgonya i de Mâcon, fill de Renald II de Borgonya
- Petrissa, casada amb Frederic I, fill de Teodoric I de Montbéliard i d'Ermentruda de Borgonya
- Judit, casada a Ulric II comte de Gammertingen.